# Echterhoff (Bauunternehmen)
Die Echterhoff GmbH & Co. KG ist ein Bauunternehmen in Familienbesitz der Echterhoff Familie. Die Firma wurde 1860 in Westerkappeln in Nordrhein-Westfalen von Gottlieb Dietrich Echterhoff gegründet. Ihr aktueller (Stand 15. September 2024) Geschäftsführer ist Thomas Echterhoff. Die Echterhoff Gruppe ist vor allem für ihre Brückenbauten bekannt und hat neben dem Unternehmenshauptsitz in Westerkappeln weitere Zweigstellen in Hamburg, Dessau, Osnabrück und Berlin.

## Geschichte
Das Bauunternehmen Echterhoff wurde 1860 von Gottlieb Diedrich Echterhoff gegründet und war zu Beginn im Gleisbau tätig. So war es beim Bau der Bahnverbindung zwischen Osnabrück und Ibbenbüren tätig. 1890 übergab Gottlieb Diedrich Echterhoff die Führung der Unternehmens seinen vier Söhnen. In den Nachkriegszeiten war das Unternehmen jeweils im Wiederaufbau involviert und erschloss neue Geschäftsfelder wie etwa den Kanalbau oder den Autobahnbau. Nach der Deutschen Wiedervereinigung erweiterte es seine Tätigkeiten auch auf die Neuen Bundesländer und gründete eine Zweigstelle in Dessau. Seit 1999 ist es auch mit einer Zweigstelle in Poznan in Polen vor Ort.
Es war bei der Renaturierung der Emscher dabei, wie auch beim Bau von Windkraftanlagen. Echterhoff unterstütze die Hochschule Osnabrück seit 2011 und 2016 förderte Echterhoff auch die Erstellung eines Lehrgangs zur Baubtriebswirtschaft an derselben Hochschule.
Im Oktober 2023 übernahm Echterhoff die insolvente Poske-Gruppe aus Osnabrück.

## Brückenbau
Die Echterhoff Gruppe hat sich einen Namen in Brückenbau erarbeitet, vor allem wegen des schnellen Baus der Brücken. Die Brücke bei Georgsmarienhütte über die Bundesstraße 68 wurde in 20 Tagen fertiggestellt, was ein neuer Rekord bedeutete. Zuvor rechnete man mit einer Bauzeit von mehreren Monaten. Über die Bundesautobahn A1 bei Münster brauchte sie 2023 gar nur zwei Tage für den Brückenbau. Echterhoff hat etwa 30 % der Brücken gebaut, die zwischen Hannover und Osnabrück über den Mittellandkanal führen.